# Minuto
Der Minuto war ein italienisches Längenmaß im Kirchenstaat
- 1 Minuto = 0,388 Zentimeter (0,372 Zentimeter[2][3])
  - 1 Minuto = 2 Punti

Die Maßkette war:
- 1 Canna architettonia = 10 Palmi architettonia = 120 Once/Zoll = 600 Minuti = 1200 Decimi = 989,398 Pariser Linien[4]
  - Kirchenstaat 1 Once = 5 Minuti = 10 Decimi = 1,94 Zentimeter[5]
    - 1 Minuto = 0,388 Zentimeter (errechn.)
- Neapel 1 Once = 6 Minuti = 1/10 Palmo = 2,26 Zentimeter[5]
  -     - 1 Minuto = 0,3766 Zentimeter (errechn.)